# Margot Adler
Margot Adler (Little Rock, Arkansas; 16 de abril de 1946-Nueva York, Nueva York; 28 de julio de 2014) fue una autora, periodista, conferenciante, sacerdotisa wiccana, locutora y corresponsal para la National Public Radio (NPR) estadounidense.
Creció mayormente en la ciudad de Nueva York. Su abuelo, Alfred Adler, es considerado padre de la psicología individual.

## Biografía
Poseía un Bachillerato de Artes en Ciencias Políticas de la Universidad de California en Berkeley, y un grado de Maestría de la Columbia University Graduate School of Journalism (Escuela Graduada de Periodismo de la Universidad de Columbia) de Nueva York en 1970.  En 1982 obtuvo el premio Nieman Fellowship otorgado por la Universidad de Harvard.

## Periodismo y radio
Adler primero trabajó para WBAI, Pacific Radio (Radio Pacífica) en Nueva York. Ella creó los programas radiales "talk shows" Hour of the Wolf en 1972, y más tarde Unstuck in Time. Se unió a la NPR en 1979 como reportera de asignaciones generales. Desde entonces trabajó en muchos reportajes informativos con temas tan diversos como la pena de muerte, el movimiento del derecho a morir, la guerra en Kosovo, juegos de computadora, el éxtasis de la droga, los niños y la tecnología, y Pokémon.  
Desde los sucesos del 11 de septiembre, enfocaba mucho su trabajo en historias que exploran los factores humanos en la ciudad de Nueva York, desde la pérdida de amores, hogares y trabajos, hasta trabajar en el esfuerzo de ayuda. Fue la presentadora de Justice Talking y era una voz regular en Morning Edition y All Things Considered.

## Paganismo
Escribió un libro sobre paganismo titulado Drawing Down the Moon: Witches, Druids, Goddess-Worshippers, and Other Pagans in America Today. Este libro es considerado un momento decisivo en los círculos neopaganos estadounidenses, proveyó la primera mirada comprensiva a las religiones basadas en la naturaleza en Estados Unidos. En 1986 participó como oradora en el WinterStar Symposium del cual la Association for Consciousness Exploration produjo su conferencia From Witch to Witch Doctor: Healers, Therapists and Shamans y el panel de discusión The Magickal Movement: Present and Future (con Isaac Bonewits, Selena Fox y Robert Anton Wilson). Su segundo libro, titulado Heretic's Heart: A Journey Through Spirit and Revolution, fue publicado por la Editorial Beacon en 1997. Margot Adler fue una sacerdotisa wiccana de la Wicca gardneriana y una Universalista Unitaria.

## Discografía
- 1986, From Witch to Witch-Doctor: Healers, Therapists and Shamans.  Conferencia en casete.
- 1986, The Magickal Movement: Present and Future (con Isaac Bonewits, Selena Fox y Robert Anton Wilson.  Panel de discusión en casete.